# Vores mand i Amerika
Pour plus de détails, voir Fiche technique et Distribution.
Vores mand i Amerika est un film danois réalisé par Christina Rosendahl, sorti en 2020.

## Synopsis
1940, le Danemark est envahi par l'Allemagne nazie. Henrik Kauffmann, ambassadeur du Danemark aux États-Unis, s'auto-proclame représentant du pays et signe avec les Américains, contre les ordres du gouvernement danois en exil, le traité du Groenland qui autorise la présence de troupes américaines sur ce territoire.

## Fiche technique
- Titre : Vores mand i Amerika
- Titre anglais : The Good Traitor
- Réalisation : Christina Rosendahl
- Scénario : Kristian Bang Foss, Christina Rosendahl et Dunja Gry Jensen
- Musique : Jonas Struck
- Photographie : Louise McLaughlin
- Montage : Olivier Bugge Coutté et Janus Billeskov Jansen
- Production : Jonas Frederiksen
- Société de production : Nimbus Film Productions, Rosendahl Film, Danmarks Radio et TV4
- Pays :  Danemark
- Genre : Biopic, drame et guerre
- Durée : 115 minutes
- Dates de sortie : 
  - Danemark : 13 août 2020

## Distribution
- Ulrich Thomsen : Henrik Kauffmann
- Denise Gough : Charlotte Kauffmann
- Mikkel Boe Følsgaard : Povl Bang-Jensen
- Zoë Tapper : Zilla Sears
- Burn Gorman : Berle
- Henry Goodman : Franklin D. Roosevelt
- Esben Dalgaard Andersen : Einar Blechingberg
- Ross McCall : Mason Sears
- Pixie Davies : Poppin Sears
- Amber Fernée : Tilda Kauffmann
- Rosemary Aburrow : Lisa Kauffmann
- Søren Sætter-Lassen : Nils Svenningsen
- Nicholas Blane : Winston Churchill
- Miri Ann Beuschel : Lauring
- Henrik Noël Olesen : Arno
- Hans Henrik Clemensen : le ministre Vilhelm Buhl
- Scott Alexander Young : le général Leland Hobbs

## Accueil
Le film a reçu un accueil mitigé de la critique. Il obtient un score moyen de 56 % sur Metacritic.